# Aleurites
Aleurites ist eine Gattung aus der Familie der Wolfsmilchgewächse (Euphorbiaceae). Die Gattung umfasst nach heutiger Auffassung zwei Arten. Die zwei Arten sind nur im tropischen Asien, Australasien und Ozeanien verbreitet.

## Beschreibung
Bei den beiden Aleurites-Arten handelt es sich um immergrüne Bäume. Die wechselständigen Laubblätter sind meist gelappt und behaart. Die winzigen Nebenblätter fallen früh ab. 
Sie sind einhäusig getrenntgeschlechtig (monözisch). In endständigen Blütenständen sitzen viele Blüten zusammen. Die radiärsymmetrischen, glockenförmigen Blüten sind cremefarben. Die Kelchblätter sind verwachsen. Die fünf (bis sechs) Kronblätter (Petalen) sind frei. 17 bis 32 Staubblätter sind in vier Kreisen angeordnet, die äußeren sind frei, die inneren sind verwachsen. Der Fruchtknoten ist oberständig.

## Nutzung
Die Nüsse des Lichtnussbaums (Aleurites moluccanus) werden zur Ölgewinnung genutzt.

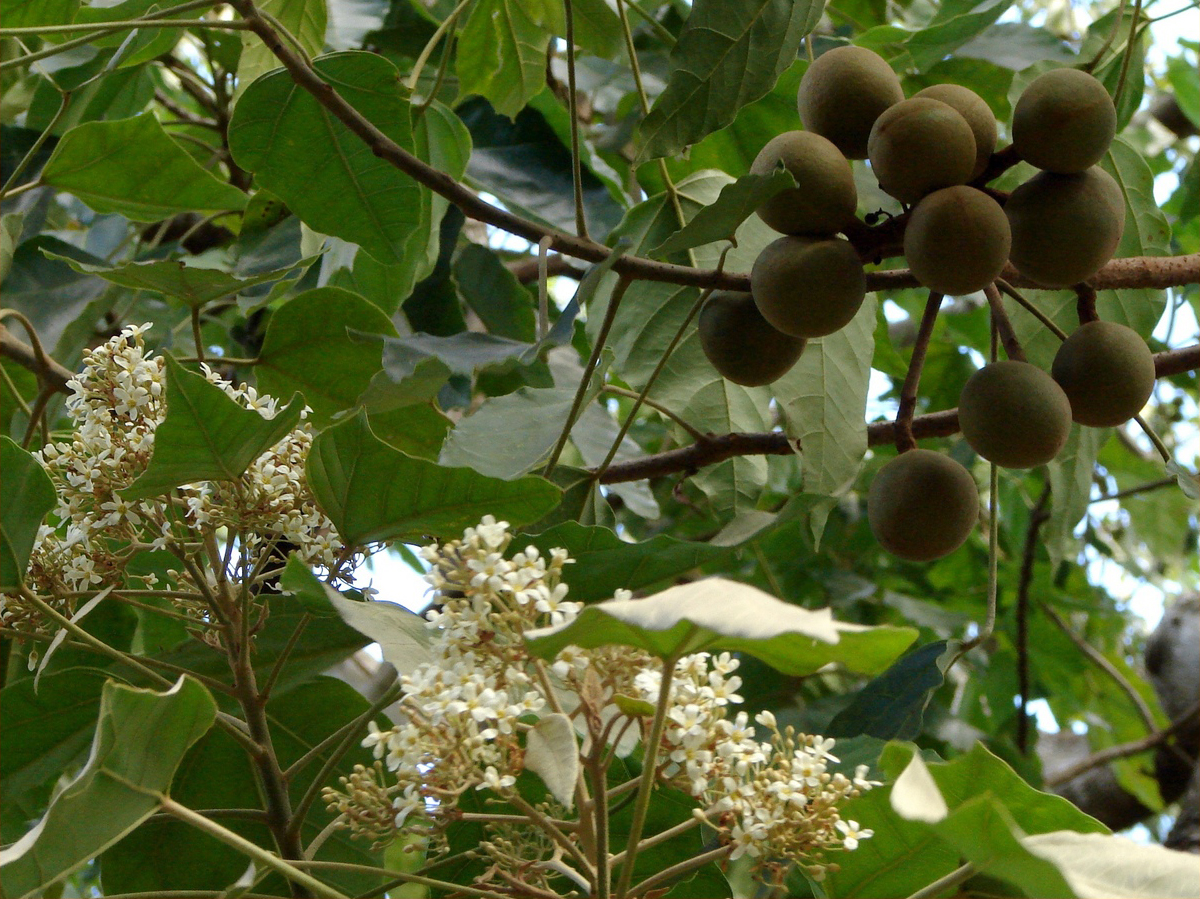
Aleurites rockinghamensis

## Systematik und Verbreitung
In der Vergangenheit wurden weitere Arten dazugezählt, von denen heute die meisten zur Gattung Vernicia gestellt werden, etwa der Tungölbaum (Vernicia fordii, Syn.: Aleurites fordii). Der Gattungsname Aleurites stammt aus dem Griechischen, bedeutet mehlig und nimmt Bezug auf das Aussehen der Blattunterseite.
Die Gattung Aleurites umfasst nach heutiger Auffassung zwei Arten: 
- Lichtnussbaum (Aleurites mollucanus (L.) Willd.): Sie ist im tropischen und subtropischen Asien und Ozeanien von Indien über China bis Neuguinea und Queensland verbreitet.[1]
- Aleurites rockinghamensis (Baill.) P.I.Forst.: Die seltenere Art kommt von Papua-Neuguinea bis ins nordöstliche Queensland vor.[1]